# Ølsby
Ølsby (dansk) eller Uelsby (tysk) er en landsby og kommune i det nordlige Tyskland under Kreis Slesvig-Flensborg i delstaten Slesvig-Holsten. Byen ligger cirka 16 kilometer nord for Slesvig og 25 kilometer syd for Flensborg i det sydvestlige Angel i Sydslesvig. I den danske tid hørte landsbyen til i Ølsby Sogn i Strukstrup Herred. På tysk findes også varianten Ülsby.
Kommunen består af landsbyen Ølsby og bebyggelser Ølsbyskov (Uelsbyholz) og Kvastrup (Quastrup). Ølsbyskov er en udflytterby på ryddet skovgrund. Kvastrup er oprindelig navnet på en større gård beliggende sydvest for landsbyen Ølsby. Ølsby selv er smukt beliggende i en dal med skovklædte banker og ved Ølsby- (Uelsbyer Au) og Kvastrup Å (Quastruper Au). Mod sydvest ved Okselbæk Skov (på dansk også Oxelbæk Skov, på tysk Ausselbeker Gehege) danner Kvastrup Å grænsen til nabokommunen Bøglund. Kommunen samarbejder på administrativt plan med andre kommuner i Sydangels kommunefælleskab (Amt Südangeln).
Ølsby er første gang nævnt 1352. Det første led er afledt af personnavnet Øleb eller af oldnordisk Hylr for en fordybning.
Ølsby Sogn omfatter også den til Holmølle hørende gård Stade, som administrativt hører til Strukstrup Kommune.
Byens Jakobuskirke er fra 1200-tallet.